# 京急ニュータウン (三浦市)

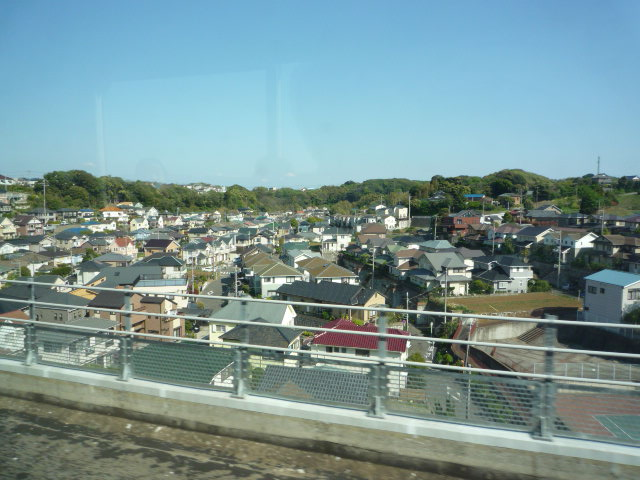
車窓から撮影（2010 0425）

京急ニュータウン（けいきゅうニュータウン）とは、神奈川県三浦市初声町下宮田にあるニュータウンである。

## 付近の施設・医療機関・最寄り駅など

### 小学校
- 三浦市立南下浦小学校（三浦市南下浦町菊名）
- 三浦市立初声小学校（三浦市初声町下宮田）

### 中学校
- 三浦市立南下浦中学校（三浦市南下浦町金田）
- 三浦市立初声中学校（三浦市初声町下宮田）

### 高校
- 神奈川県立三浦臨海高等学校（三浦市初声町入江）

### 分校
- 平塚農業高校初声分校（三浦市初声町和田）

### 出張所
- 初声出張所（三浦市初声町入江）

### 医療機関
- 岡島歯科医院（三浦市初声町入江）
- 初声歯科クリニック（三浦市初声町下宮田）
- 浅井医院（三浦市初声町下宮田）
- 和田の里歯科診療所（三浦市初声町和田）
- 大石歯科医院（三浦市初声町下宮田）

### 公園
- 長井海の手公園ソレイユの丘（横須賀市長井）

### 水族館
- 油壺マリンパーク（三浦市三崎町小網代）

### 郵便局
- 初声郵便局（三浦市初声町入江）

### 最寄り駅
- 京浜急行電鉄三崎口駅